# Camp Redwood
«Camp Redwood» —en español: «Campamento Redwood»— es el primer episodio y estreno de la temporada de la novena temporada de la serie de televisión de antología American Horror Story. Se emitió el 18 de septiembre de 2019, en FX. El episodio de 49 minutos, fue escrito por Ryan Murphy y Brad Falchuk, y dirigido por Bradley Buecker.

## Argumento
En 1970, tres consejeros del campamento -un hombre y dos mujeres- hacen un trío en una cabaña llena de campistas que duermen. Una de ellas, una mujer joven, desconfía de los ruidos que oye afuera, un tintineo. Una figura entra en la cabaña, y el trío es apuñalado hasta la muerte y es apilado. Como la escena se abre más ampliamente, los campistas también han sido asesinados. El asesino, una figura encapuchada con un llavero en el cinturón y un collar de orejas cortadas como recuerdo, cojeaba de su trabajo.
En 1984, Xavier Plympton dirige una clase de aeróbicos para Montana Duke, Ray Powell, Chet Clancy y Brooke Thompson. Montana y Brooke se conocen y se unen en la ducha, y Montana presenta a la recién llegada Brooke a los demás. Xavier describe el terror que el Acosador Nocturno está sembrando en Los Ángeles, y que está escapando a la reapertura del Campamento Redwood para evitar los asesinatos. Los demás están convencidos de querer acompañarlo como consejeros en el campamento. Brooke afirma diciendo que no puede permitirse el lujo de perderse sus cursos de verano en la universidad.
Brooke es agredida en su casa, mientras un hombre satanista se entromete e intenta robarle sus joyas. Afirmá que es el Acosador Nocturno, pero es interrumpido antes de que pueda hacerle daño. A la mañana siguiente, Brooke se ha unido al resto del grupo para que pueda evadir la persistente amenaza del Acosador. En el viaje por carretera, Chet explica que se le negó un puesto en el equipo Olímpico estadounidense para una prueba de drogas casi imperceptible. En una parada de descanso, Xavier revisa los mensajes de su contestador automático desde un teléfono público, que incluyen la amenaza de un hombre enojado que sabe adónde va. El encargado de la gasolinera descubre que están al frente del campamento y advierte al grupo que van a morir y que el campamento no debería haber vuelto a abrirse. Parece que golpearon a un hombre en la carretera, pero el hombre amnésico tiene heridas más antiguas. Aceptan llevarlo de vuelta al campamento para recibir atención médica.
La propietaria del campamento, Margaret Booth, da instrucciones a los consejeros para que lo lleven a la enfermería, donde la enfermera Rita lo atiende. Explica los peligros que pueden correr los excursionistas. Margaret los lleva a dar una vuelta y les explica las reglas. Se encuentran con la Chef Bertie, una consejera original del campamento que se ofreció para reabrir el campamento con Margaret. Margaret tomó el pago de la muerte de su esposo Walter para comprar el campamento y tener un refugio para niños alineado con sus valores cristianos conservadores. Más tarde, los consejeros se reúnen alrededor de una fogata y Rita les habla del incidente de 14 años antes: la peor masacre en un campamento de verano de todos los tiempos. Benjamin Richter, alias Mr. Jingles (Sr. Jingles), era un veterano de Vietnam que fue dado de baja deshonrosamente. Rita afirma que hubo 10 víctimas, pero Margaret se acerca y le corrige que sólo hubo nueve; ella fue una sobreviviente que tuvo una experiencia cercana a la muerte mientras estaba presuntamente muerta. Ella fue la testigo estrella en su juicio después de que lo atraparan. Ella advierte al grupo que no les diga a los campistas sobre el incidente. El amnésico se despierta en la enfermería y descubre que le han quitado la oreja.
Brooke lo encuentra y lo guía de vuelta a la cama. Está confundido sobre la reapertura del campamento y le advierte que algo malo va a pasar. Ella le dice al resto del grupo, donde son molestados por Trevor Kirchner, el director de actividades. Montana lo reconoce de alguna parte, y explica que estaba en una versión temprana de un video de entrenamiento de Jane Fonda, pero que fue editado cuando su gran pene atrajo una atención indebida. Más tarde los dos comienzan un encuentro sexual en el lago, pero son interrumpidos por una tormenta que se aproxima y los faros de los autos en el borde del lago.
En un centro para criminales dementes, los pacientes están enloqueciendo. Art, un administrador, le dice al Dr. Hopple que Richter se ha escapado y ha golpeado la liberación maestra de todas las células al salir. Tres horas antes, Richter parecía ahorcarse para atraer a un ordenanza, a quien estranguló hasta la muerte y le robó las llaves. Hopple encuentra un recorte de periódico en la celda que anuncia la reapertura del campamento.
El empleado de la gasolinera, Ed, repara un auto desde abajo en la bahía del garaje de la gasolinera. Richter lo aplasta soltando los jacks sobre Ed y coge sus llaves. Conduce el camión de Ed hasta el borde del campamento.
Los consejeros, Rita y Trevor, observan la ceremonia de apertura de las Olimpiadas y un frustrado Chet hiere la mano de Ray. Brooke busca suministros médicos para él, ya que Rita decide no ayudar. Brooke encuentra al hombre amnésico empalado en un gancho en la enfermería y huye de Richter mientras lo persigue. Llega a los otros, pero no parecen creerle; el cuerpo del excursionista está perdido cuando investigan. Margaret llega y les recuerda que deben estar preparados para que los campistas lleguen al día siguiente. Incapaz de dormir, Brooke oye el timbre del teléfono público (a pesar de que el excursionista dijo antes que las líneas estaban cortadas). Ella responde a la línea y oye el tintineo de las teclas, mientras que ella misma es observada desde lejos por el Acosador Nocturno.

## Elenco

### Principal
- Emma Roberts como Brooke Thompson[2]
- Billie Lourd como Montana Duke[2]
- Leslie Grossman como Margaret Booth[2]
- Cody Fern como Xavier Plympton[2]
- Matthew Morrison como Trevor Kirchner[2]
- Gus Kenworthy como Chet Clancy[2]
- John Carroll Lynch como Sr. Jingles[2]
- Angelica Ross como Rita[2]
- Zach Villa como Richard Ramirez[2]

### Invitados
- DeRon Horton como Ray Powell
- Orla Brady como el Dr. Hopple
- Mitch Pileggi como Art
- Lou Taylor Pucci como Hiker
- Don Swayze como Roy
- Tara Karsian como la Chef Bertie

## Recepción
«Camp Redwood» fue visto por 2.13 millones de personas durante su emisión original, y obtuvo una cuota de audiencia de 1.0 entre los adultos de 18 a 49 años. Estos resultados hacen de este episodio el estreno de temporada de menor audiencia en la historia de la serie.
El episodio recibió críticas positivas. En Rotten Tomatoes, el episodio tiene un índice de aprobación del 95% basado en 22 críticas, con una calificación promedio de 8.79/10. El consenso crítico del sitio dice: «Una oda al género de slasher de los 80, Camp Redwood se instala en el telón de fondo clásico con un reparto estelar, dejando la puerta abierta para una temporada ambiciosa».
Ron Hogan de Den of Geek le dio al episodio un 5/5, diciendo, «El guion está reforzado por sólidas actuaciones por todas partes, y la fuerte dirección de Bradley Buecker refuerza ambos aspectos positivos de la serie. Los créditos de apertura son cosa de la belleza de los 80s, y Buecker debe haber estado estudiando el libro de jugadas del slasher en los 80s, porque clava el tono y el estilo de tiro, hasta la recreación de algunos de los defectos del género». Concluyó su reseña añadiendo que «Tan sólidamente como ver Roanoke clavado en la televisión de la realidad, 1984 clava el subgénero slasher. En su mayor parte, evita guiñar el ojo a la cámara, dejando a un lado a Trevor de Matthew Morrison, y el episodio funciona como un gran escenario para lo que está por venir».
Kat Rosenfield de Entertainment Weekly le puso una B+ al episodio. Criticando la escritura del episodio, diciendo que «Ryan Murphy se apropió del presupuesto de escritura... y lo gastó todo en leotardos, medias brillantes y cuellos de tortuga de poliéster sin mangas», pero disfrutó de las actuaciones y el aspecto del elenco. También notó y apreció las referencias a las películas de terror clásicas, incluyendo I Know What You Did Last Summer, así como la escena en la que Ramirez ataca a Brooke, llamándola «espeluznante». Terminó su reseña dando una opinión positiva sobre el momento de suspenso del episodio, comentando que «¡Porque estamos en 1984! ¡El exceso está dentro!»
Matt Fowler de IGN dio al episodio una puntuación de 8.1/10, con una crítica positiva. Dijo: «American Horror Story: 1984 comienza con una historia diseñada para sumergirse de nuevo en el horror de los 80s y recordarnos lo divertido y extraño que puede ser el género slasher. Por primera vez en mucho tiempo, un puñado de personajes decentes, están en la tabla de picar, en lugar del habitual desfile de viciosos y crueles cretinos de la serie. Esto sugiere que la temporada no será un nido de avispas lleno de pesadillas desagradables, como lo han sido muchos de los episodios anteriores, sino un paseo medio picante lleno de escalofríos que le agradan a la multitud».

## Lanzamiento

### Marketing
El 26 de agosto de 2019 se lanzó el primer tráiler oficial de «Camp Redwood».

### Distribución
En Latinoamérica se emitió el 19 de septiembre de 2019 en FX. En España se emitió el 20 de septiembre de 2019 en FOX.